# Heimliches Geld, heimliche Liebe
Heimliches Geld, heimliche Liebe ist eine Posse mit Gesang in Drey Acten von Johann Nestroy. Das Stück wurde 1853 verfasst und hatte am 16. März dieses Jahres als Benefizvorstellung für den Autor seine Uraufführung. Es fiel schon bei der Premiere durch und wurde bereits nach der zweiten Aufführung am darauffolgenden Tag aus dem Spielplan gestrichen.

## Inhalt
Der rachsüchtige ehemalige Krämer Dickkopf intrigiert, lügt und betrügt, um allen Leuten das Geld aus dem Sack zu ziehen. Er spielt den bedauernswerten Alten, um Mitleid zu erregen:
„So a G'schäft lass ich mir g'fall'n; Geld und Rache – was kann sich ein guter, armer Greis mehr wünschen!“ (I. Act, 5te Scene)
Makler und Flau wollen Marie an Flau's Sohn verheiraten, obwohl diese in Franz verliebt ist. Dickkopf fälscht Briefe, um Casimirs heimliche Liebschaft mit Leni zu zerstören und ihn an die reiche Kupferschmiedin Lärminger zu verkuppeln. Auch beteuert er Franz, der alte Lärminger habe ihn vor seinem Tod um einen Lotteriegewinn betrogen, was ausnahmsweise sogar stimmt. Der schlaue Casimir erkennt schließlich das böse Spiel Dickkopfs, erfährt auch von der unterschlagene Erbschaft seiner Mutter, und durchkreuzt alle Intrigen:
„Von Ihnen wird niemand sagen ‚das ist ein Verbrecher!‘ sondern ‚das ist ein Narr!‘ – 's wird heißen: ‚die Entwendung war zu plump, mein Himmel, er is alt und schwachsinnig – was macht man mit ihm? – sperr'n wir'n halt –‘ [in Narrenthurm]“ (III. Act, 22ste Scene)
Zum Schluss hat Dickkopf ausgespielt – ihm bleibt nichts von seinem heimlichen Geld, er muss sich mit seiner heimlichen Liebe, der Kräutlerin Körbl, zufriedengeben.
„Von allen meinen Plänen bleibt nichts als eine Kräutlerin.“ (III. Act, 28ste Scene)

## Werksgeschichte
Nestroys letztes Stück Kampl lag bereits ein Jahr zurück, als er dieses Werk zur Aufführung brachte. Eine Vorlage wurde von ihm nicht genannt, so dass erst viele Jahre später Nestroys Quelle identifiziert werden konnte. Es war der Feuilletonroman Au Jour le Jour (Von Tag zu Tag) von Frédéric Soulié (1800–1847), erschienen in 27 Fortsetzungen vom 28. Dezember 1843 bis zum 10. Februar 1844 in der Pariser Tageszeitung Journal des Débats, 1844 dann in Buchform herausgegeben. Es gab zwei Übersetzungen ins Deutsche aus dem gleichen Jahr; ob Nestroy eine davon kannte oder den Text selbst übersetzte, kann nicht mehr festgestellt werden. Tatsache ist, dass der Dichter durchaus in der Lage war, seine französischen Vorlagen zu übersetzen, auch ließ er sich von der Schwierigkeit, einen Kriminalroman, der das Geschehen Tag für Tag erzählt, als Posse zu dramatisieren, nicht abschrecken.
Ursprünglich hatte Nestroy als Titel Rache oder Rächer im ersten Entwurf vermerkt. Der Roman diente ihm weniger als Vorlage für die Bühnenfassung, sondern eher als frei zu verwendende Ideen-Fundgrube. Das unterschiedliche Publikum des Feuilletons (Großbürgertum und niederer Adel) und der Vorstadtposse zeigt sich in Nestroys Änderung des Bühnenpersonals: die Herren von Makler und von Flau vertreten das gehobene Bürgertum, Frau von Lärmingen, Marie, Pemperer, Franz, Casimir, Dickkopf, Körbl, Pfanzer und Leni Kleinbürgertum und Handwerkerstand, Bittmann die unterste Schicht. Die Roman-Gesellschaft ist homogen ohne Standesüberschreitungen, die der Posse wesentlich vielschichtiger, Standesüberschreitungen werden nicht als unmöglich gesehen. Auch der Salon als Schauplatz des Romans wird in Nestroys Posse in Vorzimmer, Besuchszimmer, Hausmeisterwohnung, Kabinett und ärmliche Nebenräume aufgeteilt.
Johann Nestroy spielte den Casimir Dachl, Wenzel Scholz den Peter Dickkopf, Alois Grois den Altgesellen und Werckführer Pemperer, Elise Zöllner dessen Tochter Leni.
Ein eigenhändiges Manuskript Nestroys mit Korrekturhinweisen ist erhalten, es fehlt darin das Couplet mit dem Monolog vom I. Act, 16te Scene. Dieses Couplet, das Auftrittslied Casimirs, gibt es in einer eigenständigen Handschrift in zwei zerschnittenen und wieder zusammengefügten Teilen.
Die eigenhändige Partitur Carl Binders ist verschollen, es existiert lediglich eine Abschrift der fremden Hand für das Couplet vom II. Act, 6te Scene.

## Zeitgenössische Rezeption
Die Aufnahme durch Publikum und Kritik war eher ungünstig. Gründe dafür waren eine geänderte Einstellung zur Volksbühne, der Wandel des Geschmacks, die Konkurrenz durch andere Unterhaltungsmöglichkeiten, wie den Zirkus, und eine andere Sicht auf das Spannungsfeld zwischen „lustiger“ Posse und „ernstem“ Volksstück. Diese letzte Problematik zeigte sich in der ablehnenden Aufnahme der Scholz-Rolle des Peter Dickkopf, wo ein bösartiger Charakter gleichzeitig humorvoll auf die Bühne gestellt werden sollte. Schon am 17. März wurde das Stück wegen der negativen Resonanz bei der Premiere nach nur zwei Aufführungen wieder aus dem Spielplan entfernt.
Der Wanderer schrieb am 17. März 1853 (Nr. 124):
„Die Schwierigkeiten der modernen Volksbühne treten nie deutlicher hervor, als wenn es sich zeigt, wie selbst die routiniertesten, mit allen Wechselfällen des dramatischen Lebens längst vertrauten Dichter, wie Nestroy, selbst nicht immer mit Sicherheit den gewohnten Erfolg zu fesseln vermögen.“
Das Fremden-Blatt Nr. 65 vom gleichen Tage tadelte ebenfalls und sprach sogar „das schärfste Verdammungsurtheil“ gegen Direktor Carl Carl aus, da er an der missglückten Aufführung die Hauptschuld trage. Der Humorist Nr. 63 von Nestroys Gegner Moritz Gottlieb Saphir nannte die Vorstellung ein „klägliches Ereignis“ und schrieb am 18. März (Nr. 64):
„Herrn Nestroys neues Stück: ‚Heimliches Geld, heimliche Liebe‘ ist vielleicht das schwächste Erzeugniß, welches aus der Feder dieses sonst so beliebten und gewandten Autors hervorging. […] die Composition dieser Handlung steht jedenfalls tief unter der Kritik.“
Auch scharfe Kritik an der Zeichnung der handelnden Personen wurde in diesem Artikel deutlich gemacht:
„Ein so unvergleichlicher Ausbund von alberner Schlechtigkeit, wie Herr Scholz [Dickkopf] ihn diesmal repräsentiert, kann unter keiner Bedingung komisch behandelt werden. […] Gegenüber seinem entarteten Stiefvater repräsentiert Herr Nestroy [Casimir] weder die Ehrlichkeit noch die Pfiffigkeit, noch trägt er die heitere Laune eines guten Gewissens zur Schau; er stellt eine durch und durch nichtige Gestalt dar, ohne Kern und ohne Leben […]“

## Spätere Interpretation
Bei Barbara Rita Krebs ist zu lesen, dass Heimliches Geld, heimliche Liebe zu den fünf am ärgsten durchgefallenen Stücken Nestroy zählt, die vier anderen wären Der Zauberer Sulphurelectrimagneticophosphoratus (1834), Eine Wohnung ist zu vermiethen in der Stadt (1837), Nur Ruhe! (1843) und Die lieben Anverwandten (1848).
Krebs stellt fest, dass Nestroys scharfe Kritik an einer Gesellschaft, in der sich alles ums Geld drehe, das Publikum direkt traf. Die damals in den Vorstadttheatern hauptsächlich vertretenen Gruppen der Großbürger und Geldaristokratie – das „einfache Volk“ konnte sich die gestiegenen Kartenpreise kaum mehr leisten – sahen sich durchaus zu Recht als Ziel dieser Kritik. Dieses Gefühl war außerdem durch die realistische Darstellung so groß, dass sich „ein Empfinden von Komik quasi von selbst verbot“ (Zitat). Ein das Publikum verstörender Punkt war auch die Besetzung der negativen Hauptfigur des Stückes, Peter Dickkopf, die Verkörperung der Amoralität dieser Gesellschaftsschichten, der ausgerechnet vom Publikumsliebling Wenzel Scholz gespielt wurde. War Nestroy in derartigen Rollen schon zu sehen gewesen (beispielsweise Rochus Dickfell in Nur Ruhe!), so wollte man Scholz nur als harmlos unterhaltenden Komiker auf der Bühne erleben.

## Text
- Vollständiger Text (in heutiger Rechtschreibung) auf nestroy.at/nestroy-stuecke/74 (abgerufen am 12. April 2014)